# Typ 4 Ka-Tsu
Der Typ 4 Ka-Tsu (jap. 特四式内火艇 カツ, Tokū-yon-shiki ūchibitei Ka-Tsu) war ein japanischer Schwimmpanzer, der von 1944 (Kōki 2604, daher die Typbezeichnung) bis 1945 von der Kaiserlich Japanischen Marine eingesetzt wurde.

## Geschichte

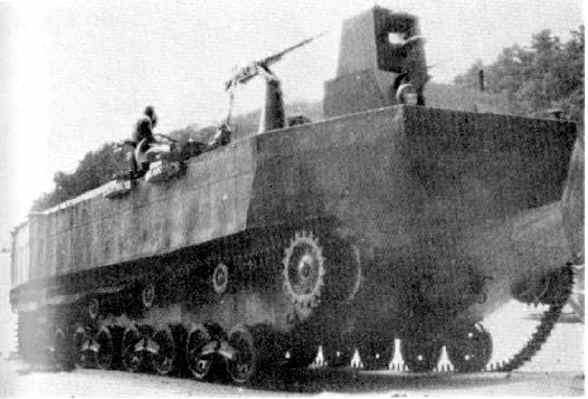
Type 4 Ka-Tsu mit montierten Typ 92 13-mm-Maschinenkanonen.

Während der Kämpfe auf den Salomonen hatte die Marine erhebliche Schwierigkeiten, ihre Truppen ausreichend und effizient mit Nachschub zu versorgen. Der Mangel an geeigneten Landungsstegen zwang japanische Schiffe, in einiger Entfernung von der Küste zu ankern, um per Fährbetrieb die Güter und Soldaten an Land zu bringen. In diesen Situationen waren die Schiffe und Truppen einer hohen Angriffsgefahr aus der Luft und zu See ausgesetzt. Um die Transportzeit zwischen Schiff und Küste zu verringern, entschloss sich 1943 die Führung der Marine, ein schwimmfähiges, kettengetriebenes Fahrzeug auszuschreiben, das für derartige Operationen geeignet war. Das vorgestellte Fahrzeug erhielt die Bezeichnung Typ 4 Ka-Tsu und war weniger ein Schwimmpanzer als ein leichtgepanzertes Amphibien-Versorgungsfahrzeug. Die Panzerung beschränkte sich lediglich auf die Flächen vor Fahrer und Kommandant. Eine Besonderheit des Ka-Tsu war der hermetisch abgeschlossene Motor- und Elektrikraum. Der Grund für die Versiegelung bestand in der Anforderung, den Ka-Tsu per U-Boot-Transport an sein Ziel bringen zu können. Dazu war vorgesehen, ein oder zwei Ka-Tsus auf dem Achterdeck des U-Boots zu vertäuen und sich getaucht dem Ziel zu nähern. In Ufernähe sollte das U-Boot auftauchen. Die Ka-Tsus würden dann losgemacht werden und sich schwimmend dem Strand nähern und diesen überwinden. Der erste Typ 4 Ka-Tsu wurde 1943 fertiggestellt und erste erfolgreiche Fahrversuche erfolgten im März 1944 vor Kure.

## Operation Yū/Tatsumaki

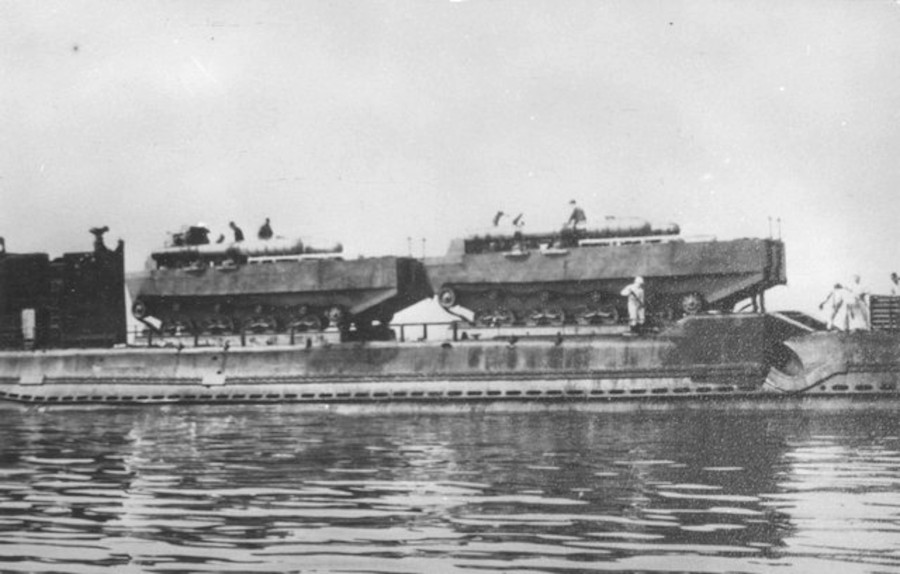
Zwei Typ 4 Ka-Tsu auf dem Achterdeck von U-Boot I-44. Auf der Oberseite der Ka-Tsus sind deutlich die zwei Typ 2 45-cm-Torpedos zu sehen.

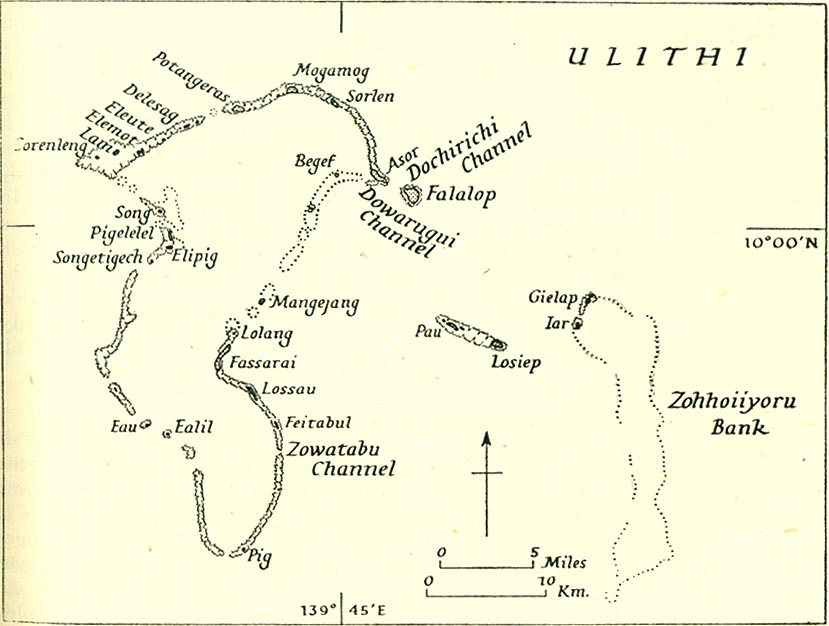
Das Ulithi-Atoll, potenzielles Angriffsziel der Operation Yū.

Nach erfolgreicher Erprobung des Typ 4 schlugen einige Marineoffiziere einen waghalsigen Plan vor, der den Einsatz des Ka-Tsus beinhaltete. Die militärische Situation im Pazifik hatte sich Anfang 1944 immer mehr zu Gunsten der Alliierten entwickelt. Die kurz zuvor von den Amerikanern eroberten Atolle von Eniwetok, Kwajalein und Majuro wurden inzwischen als geschützte Ankerplätze genutzt, in denen die US-Schiffe durch die Korallenriffe vor japanischen U-Boot-Angriffen gut geschützt waren. Aus diesem Grund sollte der Ka-Tsu, bewaffnet mit zwei Torpedos, vor dem Atoll durch ein U-Boot abgesetzt werden, mit seinen Ketten das äußere Riff überfahren und die im Atoll vor Anker liegenden US-Schlachtschiffe angreifen.
Hauptmann Yamamoto Chikao, Operationsleiter des Marine-Generalstabs, war primär für die Planung des Unternehmens, das Operation Yū (雄作戦, Yū sakusen, dt. „Operation Kühnheit“) genannt wurde, verantwortlich. Sein Vorgesetzter, Admiral Shimada Shigetarō, gab dem für den 20./21. Mai 1944 geplanten Unternehmen grünes Licht. Als Yamamoto sich am 26. März 1944 zu einer Lagebesprechung nach Palau begab, konnte er dort Admiral Koga Mineichi, Befehlshaber der Kombinierten Flotte, ebenfalls vom Gelingen der Operation überzeugen. Damit stand der Ausführung nichts mehr im Weg. Am 31. März verließen Admiral Koga und sein Stab Palau mit einem Flugboot. Während des Fluges stürzte das Flugboot ab und Koga sowie die meisten Mitglieder seines Stabes verloren dabei ihr Leben. Bis ein neuer Oberbefehlshaber gefunden werden konnte, wurde die Operation auf Eis gelegt.
Am 1. Mai 1944 übernahm Admiral Toyoda Soemu die Führung der kombinierten Flotte. Zwei Tage später gab er den Befehl aus, dass Operation Yū, koste was es wolle, ausgeführt werden müsse. Unterstützt durch den Marine-Generalstab befahl Toyoda Vizeadmiral Takagi Takeo, die Ausarbeitung des Unternehmens persönlich zu überwachen. Das Ziel sollte das Ulithi-Atoll sein, in dem mehrere US-Flugzeugträger und -Schlachtschiffe vermutet wurden. Takagi ließ als Teil der untergeordneten Operation Tatsumaki (竜巻作戦, Tatsumaki sakusen, dt. „Operation Tornado“), fünf U-Boote, jeweils mit einem Typ 4 Ka-Tsu versehen, Tauchübungen und Torpedoangriffe üben. Die Tests mit den Typ 4 verliefen unzufriedenstellend. Der Motorenlärm der Ka-Tsus war meilenweit zu hören, sie bewegten sich quälend langsam durchs Wasser und die Ketten fielen auf unebenem Boden beim geringsten Widerstand ab. Zusätzlich stellte sich heraus, dass trotz der Versiegelung des Motorraums Seewasser in diesen eindrang und sogar drohte, die komplette Sektion zu fluten.
Am 12. Mai 1944 übermittelte Vizeadmiral Takagi den negativen Status der Vorbereitungen an den Marine-Generalstab, worauf dieser Operation Yū auf unbestimmte Zeit verschob, bis die Störungen am Typ 4 behoben seien. Das U-Boot I-36 fuhr jedoch mit Test-Tauchgängen mit zwei festgezurrten Ka-Tsus bis zum 23. Mai 1944 fort.
Zu einer Wiederaufnahme der Operation Yū kam es nie.

## Technik
Der Typ 4 Ka-Tsu war, bis auf die Frontplatten vor dem Fahrer und dem Kommandanten, ungepanzert. Trotz einer Länge von 11 Metern und einem Gewicht von 16 Tonnen war er mit einem luftgekühlten Mitsubishi-A6120VDe-6-Zylinder Dieselmotor mit 120 PS hoffnungslos untermotorisiert und kam im Wasser auf eine Geschwindigkeit von nur 8 km/h. Für das Unternehmen Yū sollte er zusätzlich mit zwei Typ-2-45-cm-Torpedos versehen werden. Diese wurden normalerweise von Torpedobooten benutzt und waren mit dem 350 kg schweren Typ 97 Sprengkopf versehen. Ein Torpedo wog ca. 1 Tonne und hätte die Geschwindigkeit des Typ 4 Ka-Tsu weiter verringert.
Insgesamt wurden nur 49 Exemplare des Typ 4 Ka-Tsu produziert.